# Фергюс, Джим (писатель)
Джим Фергюс (англ. Jim Fergus); род. 23 марта 1950) — американский писатель.
Получил степень по английскому языку в колледже Колорадо, работал учителем тенниса. Его роман «Тысяча белых женщин», удостоился премии Fiction of the Year от Ассоциации Mountains & Plains. Роман был продан тиражом более миллиона экземпляров в Соединённых Штатах. Французский перевод был в списке французских бестселлеров в течение 57 недель и был продан тиражом более 400 тысяч копий.

## «Тысяча белых женщин»
Произведение основано на реальных событиях. В 1854 году вождь индейцев из племени шайеннов предложил президенту США Улиссу Гранту обменять 1000 белых женщин на 1000 лошадей. Конечно же, американский президент отверг такое предложение.
Джим Фергюс рассматривает другую версию истории. В ней американское правительство приняло предложение индейского вождя и запустило секретную программу «Невесты для индейцев».
Главная героиня романа Мэй Додд из богатой чикагской семьи влюбляется в беглого раба-афроамериканца, рожает ему двоих детей и лишается всего. Родители строго осуждают выбор девушки и помещают её в больницу для умалишенных. Единственный способ сбежать из больницы — принять участие в программе «Невесты для индейцев». В итоге девушка оказывается в незнакомой для неё обстановке, ей приходится принимать сложные решения, требующие непоколебимой стойкости и мужества.

## Работы
- One Thousand White Women: The Journals of May Dodd (St. Martin’s Griffin, 1999) ISBN 0-312-19943-0
- The Sporting Road: Travels Across America in an Airstream Trailer- With Fly Rod, Shotgun, and a Yellow Lab Named Sweetzer (St. Martin’s Griffin, 2000) ISBN 0-312-24245-X
- The Wild Girl: The Notebooks of Ned Giles (Hyperion, 2005) ISBN 1-401-300545
- The Vengeance of Mothers: The Journals of Margaret Kelly & Molly McGill (St. Martin’s Press, 2017) ISBN 9781250093424
- A Hunter’s Road (Henry Holt and Company, 1992) ISBN 0 8050-1619-8